# Sasha Mitchell
Sasha Mitchell (* 27. července 1967 Los Angeles) je americký herec, známý díky své roli Codyho v seriálu Krok za krokem.
Mitchell odstartoval svou kariéru v seriálu Dallas, kde hrál nemanželského syna J.R. Ewinga, Jamese. Zahrál si i ve filmu Spike of Bensonhurst. Získal černý pásek v taekwondu a byl šampionem v kickboxu. Toho později využil ve třech filmech „Kickboxer“, kde převzal roli Jean-Claude Van Damma. Také byl modelem pro Calvina Kleina.
Sasha se také proslavil v seriálu Krok za krokem, kde hrál natvrdlého, ale roztomilého Codyho, Frankova synovce. Poté, co ho jeho manželka obvinila z domácího násilí, rozhodla se ho společnost The Walt Disney Company ze seriálu vyhodit a vrátil se už jen na jednu epizodu seriálu v poslední řadě.
V poslední době se Sasha objevil v několika seriálech jako JAG, NYPD Blue, & ER.

## Zajímavosti
- Má velké tetování ve tvaru draka na levém rameni.
- Je mladším bratrem Marissy Mitchell.